# Myiophobus phoenicomitra
Myiophobus phoenicomitra е вид птица от семейство Tyrannidae.

## Разпространение
Видът е разпространен в Еквадор, Колумбия и Перу.